# SOS Rotterdam
SOS Rotterdam is het een boek van auteur Sander de Kramer waarin hij de vreemde en hilarische besluiten van de gemeenteraad in Rotterdam aan de kaak stelt. Het boek is geïllustreerd door Toon van Driel.

## Inhoud
In het boek komen veel besluiten voor die de gemeenteraad in de Maasstad heeft genomen, zoals een 'verplicht groeten'-zone, een fluitverbod op het Centraal Station, de politie die een lok-oma inzet tegen tasjesdieven, een sekskerstman, een invalidenkarretje-kilometerstandcontroleur, een draaiorgel als wapen tegen hangjongeren, Engelse les voor driejarige kleuters en een sinterklaasopleiding.

## Publiciteit
De Kramer was op 20 november 2004 in het VARA-programma Kopspijkers om enkele passages van het boek nader toe te lichten.